# Axel Peschel

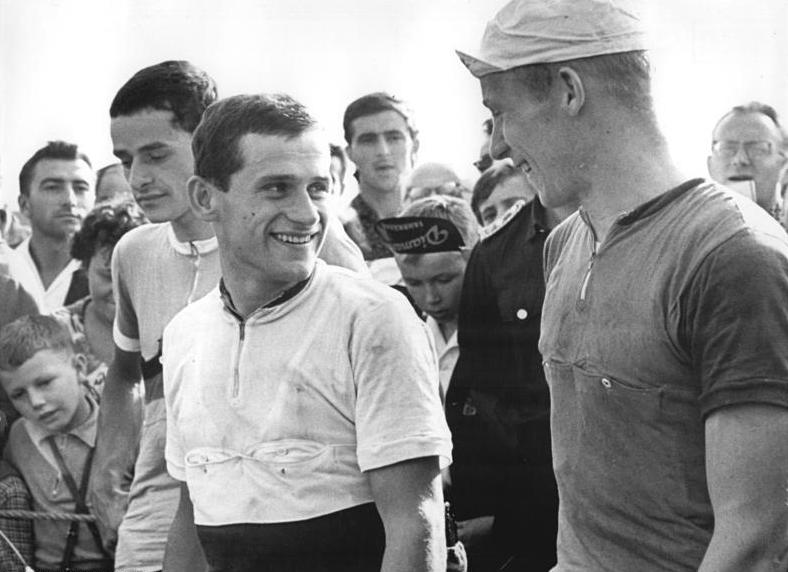
Axel Peschel (rechts, zusammen mit Siegfried Huster)

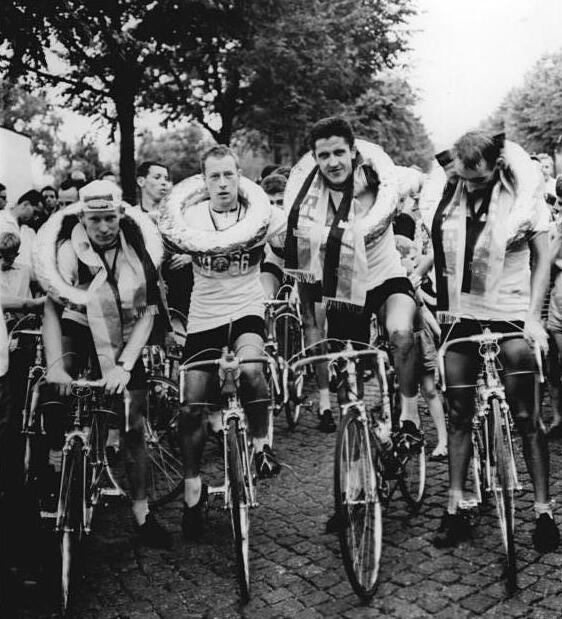
Axel Peschel, Kurt Müller, Lothar Appler und Eberhard Butzke (von links) 1966

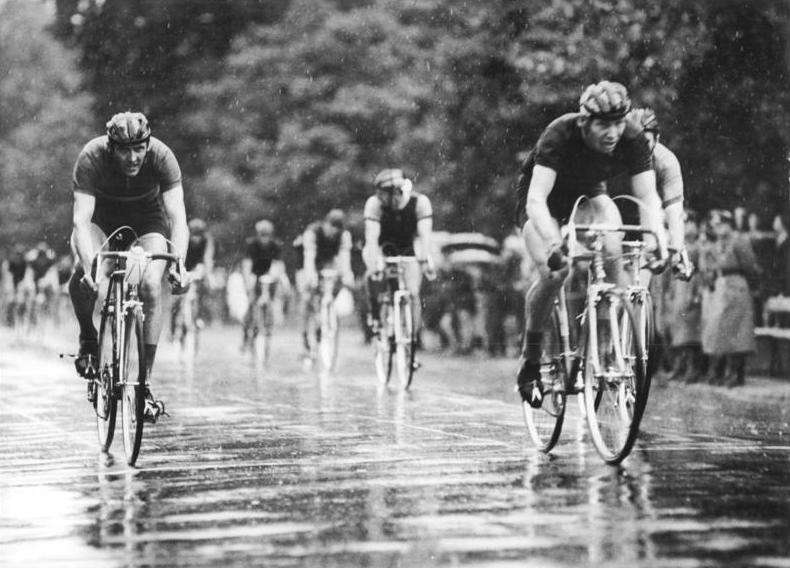
Axel Peschel (r.) 1965 in einem Rennen in Karl-Marx-Stadt

Axel Hermann Peschel (* 2. August 1942 in Maasdorf, Landkreis Liebenwerda) ist ein ehemaliger deutscher Radrennfahrer.

## Sportliche Laufbahn
Axel Hermann Peschel wurde am 2. August 1942 als Kind von Otto und Else Peschel geboren. 1968 heiratete er Petra Stahn. Er hat aus dieser Ehe zwei Kinder, Uwe und Claudia. Er begann seine sportliche Karriere 1958 bei Aktivist Plessa (Bad Liebenwerda), war 1961–1963 Sportsoldat bei Dynamo Dresden Nord und ab Juni 1963 Amateur beim SC Dynamo Berlin.
Er war von 1965 bis 1971 sechsmal Teilnehmer der Internationalen Friedensfahrt und deren Sieger 1968 sowie viermal Starter bei den UCI-Weltmeisterschaften in Straßenrennen von 1966 bis 1970. DDR-Meistertrikots holte er im Bergzeitfahren, 100-km-Mannschaftszeitfahren, Einzelstraßenfahren und im Kriteriumsrennen. Die DDR-Rundfahrt beendete er 1965 und 1967 als Gesamtsieger. 1967 siegte er im Großen Diamant-Preis und im Mecsek-Cup in Ungarn. 1969 konnte er Rund um Sebnitz und 1970 Berlin–Angermünde–Berlin gewinnen und 1971 noch Zweiter der DDR-Straßen-Radmeisterschaften und Siebenter in der Gesamtwertung der DDR-Rundfahrt werden.

## Berufliches
Er absolvierte eine Ausbildung als Elektriker. Nach dem Ende seiner aktiven Laufbahn 1971 holte er das Abitur an der Abendschule nach (1972–74), um danach ein Fernstudium an der DHfK Leipzig (Diplom-Sportlehrer, 1975–1980) zu absolvieren. 1972 bis 1975 war er als Technischer Leiter der Sektion Radsport und von 1975 bis 1991 als Trainer im Jugendbereich beim SC Dynamo Berlin tätig. Nach der Wende machte er eine Ausbildung zum Sportmanager (1992–1993) und arbeitete von 1993 bis 2005 als Sozialarbeiter für Jugendarbeit beim Landessportbund Berlin. Heute wohnt Axel Peschel in Berlin-Weißensee.

## Familie
Sein Sohn Uwe Peschel war ebenfalls Radsportler, DDR-Zeitfahrmeister und wurde 1992 Olympiasieger mit dem Straßenvierer.

## Ehrungen
1968 wurde Axel Peschel für den Sieg bei der Friedensfahrt mit dem Vaterländischen Verdienstorden in Silber ausgezeichnet.

## Sportliche Leistungen
- 1963 Erste internationale Rundfahrt (Ungarn-Rundfahrt)
- 1964 Olympiaausscheidung BRD-DDR in Gießen und Erfurt
- 1965 Erste Teilnahme bei der Friedensfahrt (6. Platz)
- 1965 DDR-Rundfahrt (1. Platz)
- 1966 Friedensfahrt (3. Platz, Trikot „Aktivster Fahrer“), DDR-Meisterschaft mit SC Dynamo Berlin 100-km-Mannschaftszeitfahren
- 1967 DDR-Rundfahrt (1. Platz)
- 1967 Grand Prix d’Annaba in Algerien (1. Platz)
- 1967 GP ZTS Dubnica nad Váhom
- 1968 Friedensfahrt (1. Platz)
- 1969 Friedensfahrt (9. Platz)
- 1969 Woche des internationalen Radsports der DDR (1. Platz)
- 1970 DDR-Meisterschaft (Bergzeitfahren, Kriteriumsrennen), Friedensfahrt (30. Platz, Etappensieger)
- 1970 Gesamtsieger Tour d’Algérie und Grand Prix de l’Humanité in Paris
- 1971 DDR-Vizemeister im Einzelstraßenfahren, letztmals Friedensfahrt (Ausstieg nach Sturz)